# Careproctus maculosus
Careproctus maculosus és una espècie de peix pertanyent a la família dels lipàrids.

## Descripció
- La femella fa 4,6 cm de llargària màxima.[4]

## Hàbitat
És un peix marí, batidemersal i de clima polar que viu entre 273 i 300 m de fondària.

## Distribució geogràfica
Es troba a l'Atlàntic sud-occidental.